# Efren Reyes
Efren Reyes (* 26. August 1954 in Angeles City) ist ein philippinischer Poolbillardspieler mit einer besonders aktiven Zeit in den Jahren von 1995 bis 2010 (mit jeweils mehr als 2 besonderen Erfolgen je Jahr).

## Karriere
Sein erster großer Erfolg war der Sieg bei den US Open (9-Ball) im Jahre 1994, als erster nicht-amerikanischer Spieler überhaupt. 1999 gewann er die zweite Weltmeisterschaft im 9-Ball, die in dem Jahr abgehalten wurde.
Seit 2003 ist er Mitglied der Hall of Fame des Billiard Congress of America. Ein weiterer großer Erfolg seiner sportlichen Laufbahn war der Sieg der ersten offiziellen 8-Ball Weltmeisterschaft im Jahre 2004. 
Insgesamt konnte Reyes in seiner Karriere über 60 Turniere gewinnen, etwa die World Pool League 2001 & 2002, die Las Vegas 9-Ball Open (2003) oder das Derby City Classic im 9-Ball (2005). Gemeinsam mit Francisco Bustamante gewann er 2006 den ersten World Cup of Pool durch einen Finalsieg über das Team USA. 2009 konnten die beiden diesen Sieg wiederholen – diesmal im Finale gegen Team Deutschland.
Seinen Spitznamen The Magican (der Magier) verdiente er sich durch seine Fähigkeit, gerade in Drucksituationen scheinbar unlösbare Aufgaben zu bewältigen, indem er Kugeln selbst aus schwierigsten Positionen heraus versenkt oder so ablegt, dass es für den Gegner fast unmöglich ist, einen guten Stoß zu spielen. Zwar sind dies Fähigkeiten, die jeder Spitzensportler im Poolbillard beherrschen muss, aber Reyes ist der Spieler, der „Lösungen, die keiner außer ihm sieht“ findet. Seine Spielweise beeinflusste den modernen Billard-Sport nachhaltig – viele halten ihn für den besten Spieler aller Zeiten.

## Sonstiges
Neben Pool ist Reyes auch ein guter Karambolagespieler im Einband und Dreiband. Einen Schaukampf gegen den mehrfachen Weltmeister Torbjörn Blomdahl in Japan 2007 verlor er jedoch mit 5:9 (9-Ball) und 20:30 (Dreiband, 20 Aufnahmen, GD 1,000). Bei den Südostasienspielen gewann er insgesamt sechs Bronzemedaillen in den Disziplinen Einband (2003, 2011, 2013, 2015), Dreiband (2011) und 9-Ball (2003).
Außerdem nahm er 1991 an der Snooker-Amateurweltmeisterschaft teil.

## Erfolge und Auszeichnungen
| - 1985 - Sands Regency 9-Ball-Meisterschaft - Red's 9-Ball Open - Tar Heel Open - Willard's Open - Chicago Billiard Cafe Open - 1986 - Sands Regency 9-Ball-Meisterschaft - 1988 - PBA McDermott Masters 9-Ball - 1990 - World Cup (Taipei) - 1992 - International 9-Ball Classic - World 9-Ball Open (Tokyo) - 1994 - U.S. Open 9-Ball Championships - PBT Bicycle Club Invitational - 1995 - Sands Regency Open 21 9-Ball Championship - PBT 8-Ball Weltmeisterschaft - Pro Tour 9-Ball Championship - Maine 14/1 Straight Pool Event - Bicycle Club VII - 1996 - The Color of Money (vs Earl Strickland) - PBT 8-Ball Weltmeisterschaft - PBT Legends of 9-Ball Championship - Camel World 9-Ball Championship - PBT Western Open - PBT Florida Flare Up III - 1997 - PCA Shooters Challenge - PCA Treasure Island Resort Event - 1998 - Camel South Jersey 10-Ball Open |  | - 1999 - ESPN Ultimate 9-Ball Challenge - ESPN Ultimate Shootout - Sands Regency Open 29 9-Ball Championship - WPA Weltmeisterschaft im 9-Ball (Cardiff, Wales) - Derby City Classic Master of the Table - Derby City Classic One-Pocket - 2000 - U.S. Open One-Pocket Championship - Camel Pro 8-Ball Championship - Pennsylvania State 9-Ball Championship - USA Billiards Challenger Event 2 - 2001 - World Pool League - US Masters 9-Ball - International Billiard Tournament - Accu-Stats 8-Ball Invitational - The Color of Money II Challenge Match (vs Earl Strickland) - 2002 - Asian Games, 8-Ball Einzel (Bronze) - World Pool League - Asian 8-Ball Tournament - Cafe Puro Challenge of the Masters - Shooters Labor Day Weekend Open 9-Ball - International Challenge of Champions - Tokyo 9-Ball Event - 2003 Billiard Congress of America Hall of Fame - World Classic Billiards Tournament - Las Vegas 9-Ball Open - WPA Asian 9-Ball Tour (Manila Leg) - Mid-Atlantic 9-Ball Championship - All Japan Championship - 2× Bronzemedaille im Einband und 9-Ball bei den Südostasienspielen - 2004 - 8-Ball Weltmeisterschaft - On Cue 3: Intercontinental Conquest - WPA Asian 9-Ball Tour (Singapore Leg) - WPA Asian 9-Ball Tour (Vietnam Leg) - WPA Asian 9-Ball Tour (Taiwan Leg) - Derby City Classic Master of the Table - Derby City Classic One-Pocket |  | - 2005 - IPT King of the Hill 8-Ball Shootout - Derby City 9-Ball-WM - WPA Asian 9-Ball Tour (Jakarta Leg) - Japan Open - Derby City Classic Master of the Table - Derby City Classic 9-Ball - Derby City Classic One-Pocket - 2006 - WPA Asian 9-Ball Tour (Jakarta Leg) - IPT World Open 8-Ball Championship - World Cup of Pool (mit Django Bustamante) - WPA Asian 9-Ball Tour (Vietnam Leg) - Derby City Classic One-Pocket - 2007 - Derby City Classic Master of the Table - Derby City Classic One-Pocket - Pool & Billiard Magazine Top 20 Favorite Players (Nummer 2) - 2009 - World Mixed Doubles Classic (mit Rubilen Amit) - Galveston Classic One Pocket - World Cup of Pool (mit Django Bustamante) - 2010 - UPA International 10-Ball Championships - Hard Times Billiards, 3rd Annual Chuck Markulis Memorial Tournament - Predator 10-Ball International Championship - Derby City Classic Master of the Table - Derby City Classic Fatboy Challenge 10-Ball - Derby City Classic 9-Ball - 2011 - US Open One Pocket Championship - 2× Bronzemedaille im Einband und Dreiband bei den Südostasienspielen - 2013 - Bronzemedaille im Einband bei den Südostasienspielen - 2015 - Bronzemedaille im Einband bei den Südostasienspielen - 2019 - Bronzemedaille im Einband bei den Südostasienspielen - 2021 - Bronzemedaille im Einband bei den Südostasienspielen |